# Ferdinand Tobias Richter
Ferdinand Tobias Richter (* 22. Juli 1651 in Würzburg; † 3. November 1711 in Wien) war ein deutscher Komponist und Organist der Barockzeit.

## Leben
Bereits Ferdinand Tobias Richters Vater, Tobias Richter († 1682), war (Vize-)Kapellmeister in Mainz. Von 1675 bis 1679 war Richter als Organist im Stift Heiligenkreuz tätig. 1683 kam er auf Wunsch Kaiser Leopolds I. nach Wien, um dort die Nachfolge von Carlo Cappellini als Hof- und Kammerorganist anzutreten. 1690 wurde er zum Ersten Hoforganisten ernannt. Dieses Amt übte Richter bis zu seinem Tod aus. Sein Sohn Anton Karl Richter (1690–1743) wurde ebenfalls Organist am Wiener Hof.
Johann Pachelbel widmete seine Variationen Hexachordum Apollinis (1699) Dieterich Buxtehude und Richter.
Zu seinen Schülern gehörten neben Erzherzog Karl auch Johann Georg Christian Störl und Maximilian Zeidler.

## Werke
Richter schuf Jesuitendramen (Altera Bethlehem sive Domus panis 1684, Hymenaei de Marte triumphus 1699); Opern; Oratorien, Serenate; Kirchenmusik; Sonaten, Suiten etc. für Tasteninstrumente.